# Douglas Q. Adams
Douglas Quentin Adams (...) è un linguista statunitense.

## Biografia
Professore di lingua inglese all'Università dell'Idaho, è un indoeuropeista e uno studioso di linguistica comparata.  Adams ha studiato all'Università di Chicago, completando il suo dottorato di ricerca nel 1972; come esperto di lingua tocaria ha contribuito alla rispettiva voce dell'Enciclopedia Britannica.
Adams è coautore assieme a James Patrick Mallory di alcuni lavori di lingua e cultura indoeuropea e scrive di linguistica nel Journal of Indo-European Studies diretto da Mallory stesso.
All'Università dell'Idaho dirige corsi di linguistica, grammatica e semantica per studenti stranieri.